# Elecciones generales de Rumania de 1992
Las elecciones generales se celebraron en Rumania el 27 de septiembre de 1992, con una segunda vuelta de las elecciones presidenciales el 11 de octubre. Fueron los primeros comicios celebrados después de la adopción de una constitución permanente a través de un referéndum celebrado el invierno anterior.
El titular Ion Iliescu lideró el campo en la primera ronda, pero fue forzado a una segunda vuelta con Emil Constantinescu, candidato de la oposición agrupada en la Convención Democrática Rumana. Constantinescu, quien hizo una campaña para una transición más rápida hacia una economía de mercado y abogaba por purgar la influencia comunista que quedaba en el gobierno, se benefició de una marcada recesión en la popularidad de Iliescu ligada tanto al alto desempleo como a las preocupaciones de que Iliescu flaqueara en su compromiso con la democracia.
A pesar de esto, las encuestas de opinión antes de la segunda vuelta sugirieron que Iliescu era favorecido para un segundo mandato completo. No solo se creía que su ventaja en la primera ronda era demasiado grande para que Constantinescu la superara, sino que se esperaba que la mayoría de los candidatos menores dieran su apoyo a Iliescu. Al final, Iliescu fue reelegido con el 61 % de los votos.
En las elecciones parlamentarias, el Frente de Salvación Nacional Democrático de Iliescu, que se había separado del Frente de Salvación Nacional a principios de año, emergió como el partido más grande en el Parlamento, ganando 117 de los 341 escaños en la Cámara de Diputados y 49 de los 143 escaños en el Senado.